# 8e cérémonie des David di Donatello
La 8e cérémonie des David di Donatello s'est déroulée le 28 juillet 1963. 

## Palmarès
- Meilleur acteur :
  - Vittorio Gassman pour Le Fanfaron
- Meilleur acteur étranger :
  - Gregory Peck pour Du silence et des ombres
  - Anthony Perkins pour Aimez-vous Brahms ?
- Meilleure actrice :
  - Silvana Mangano pour Le Procès de Vérone ex æquo avec
  - Gina Lollobrigida pour Vénus impériale
- Meilleure actrice étrangère :
  - Geraldine Page pour Doux oiseau de jeunesse
- Meilleur réalisateur :
  - Vittorio De Sica pour Les Séquestrés d'Altona
- Meilleur producteur :
  - Goffredo Lombardo pour Le Guépard ex æquo avec
  - Ultra Film et Gaumont-Trianon pour Le Glaive et la Balance
- Meilleur producteur étranger :
  - Darryl F. Zanuck pour Le Jour le plus long

- David spéciaux :
  - Alessandro Blasetti pour sa carrière
  - Monica Vitti pour Les Quatre Vérités